# Lambis truncata
Espèce
Synonymes
- Lambis (Lambis) truncata ((Lightfoot), 1786)[2]
- Lambis bryonia Gmelin, 1791[2]
- Pterocera bryonia (Gmelin, 1791)[2]
- Pterocera bryonia[3]
- Strombus truncatus (Lightfoot), 1786[2]

Lambis truncata est une espèce de mollusques gastéropodes marins tropicaux de la famille des Strombidae (les « strombes »). 
Il est parfois appelé « Sept-doigts » en raison des digitations marquées qui s'élancent de la lèvre de sa coquille, comme chez quelques autres espèces du genre Lambis. 

## Description
La coquille est massive et biconique, lourde et épaisse. Le labre de la coquille possède six extensions digitiformes (sept si on compte le canal siphonal), assez courtes par rapport aux autres espèces du genre (d'où son épithète spécifique truncata, raccourci). Cette coquille est blanche et marbrée de brun, mais souvent recouvertes d'algues grisâtres qui la camouflent. L’ouverture est teintée de rose, et plus large que chez les autres espèces du genre. 
Chez l'animal vivant, le manteau est vert et les yeux souvent visibles, au bout de deux pédoncules oculaires assez long et très mobiles. 
C'est l'une des plus grosses espèces de strombes, qui peut atteindre des tailles impressionnantes entre 23 et 42 cm à l'âge adulte.

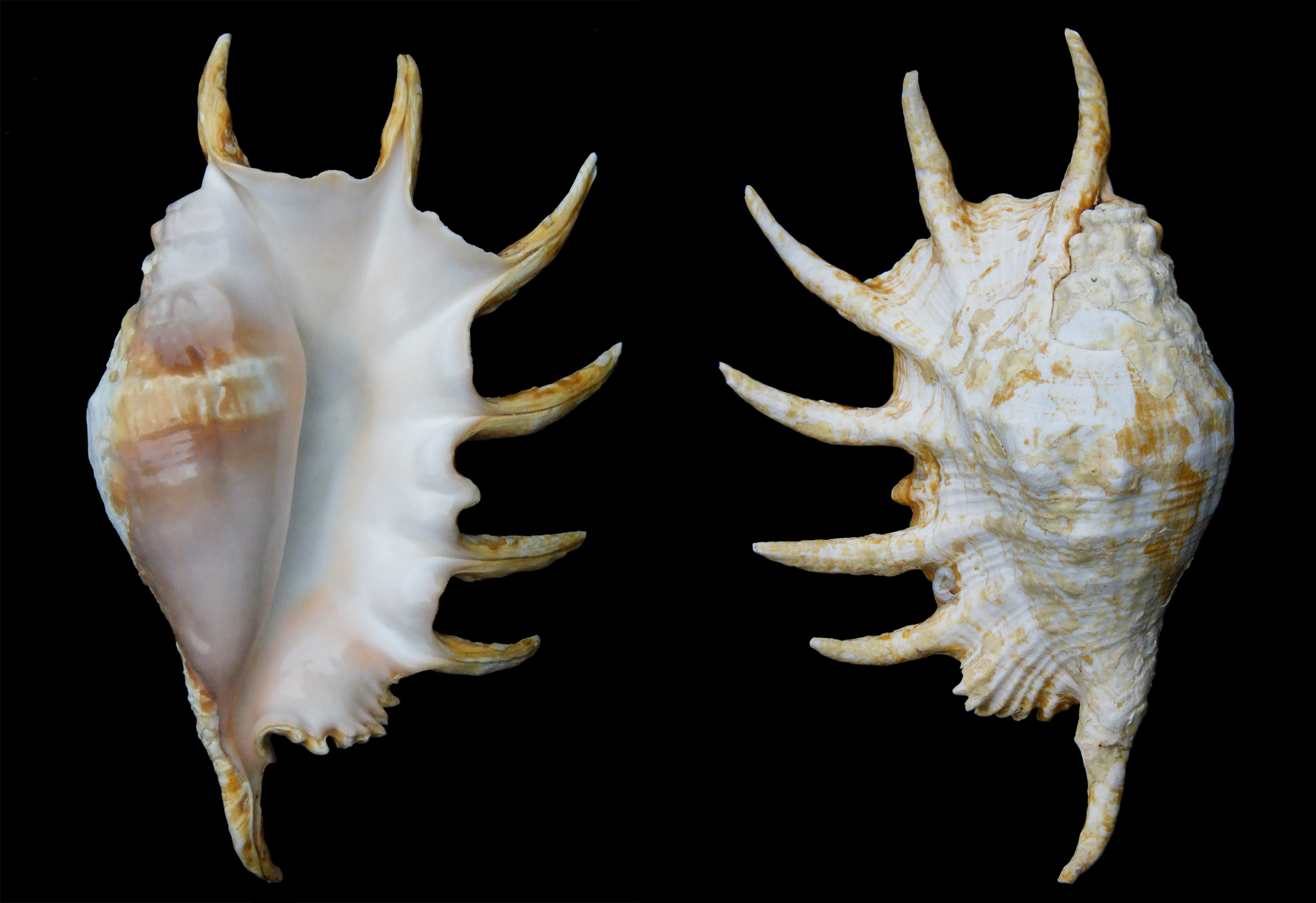
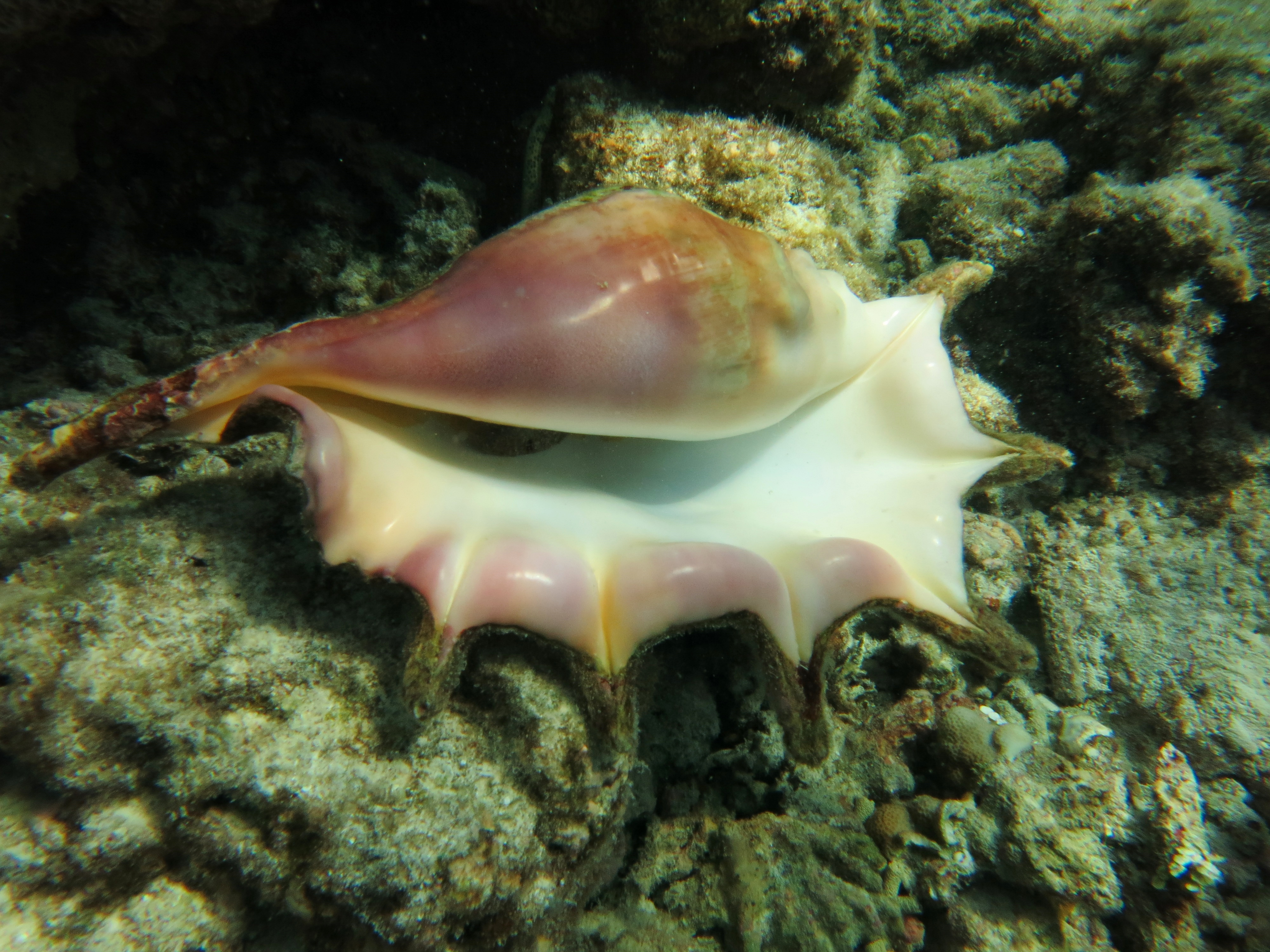
Dans son milieu naturel.
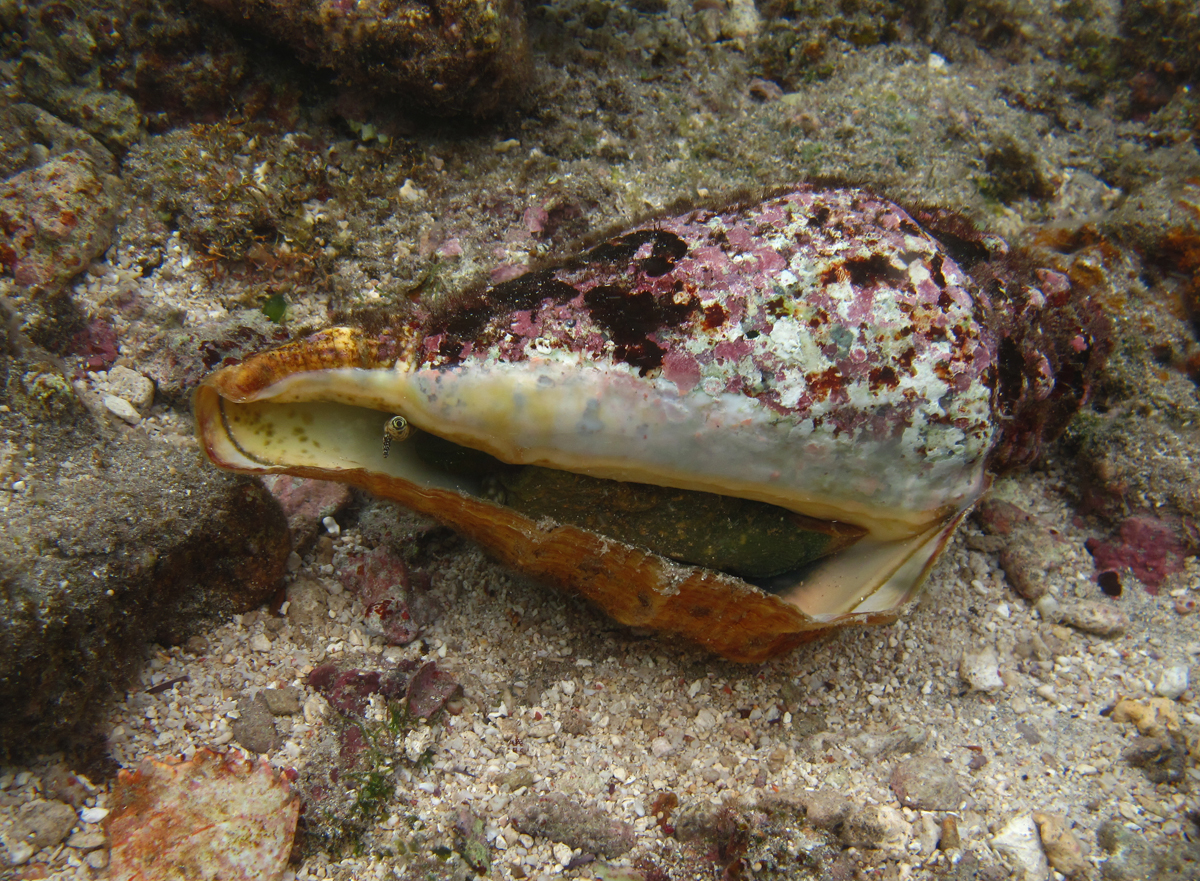
Les juvéniles n'ont pas encore de digitations.

Cette espèce est souvent confondue avec d'autres espèces du même genre, comme Lambis lambis, Lambis crocata et Lambis scorpius, mais L. truncata est la plus grosse espèce du genre. Elle présente, comme les autres, un léger dimorphisme sexuel.

## Habitat et répartition
On trouve cette espèce dans les océans Indien et ouest-Pacifique, de l'Afrique de l'est aux Philippines, en zone tropicale et dès les premiers mètres. 

## Biologie
Les strombes sont herbivores, et se déplacent par petits sauts sur leur opercule corné en forme de faux. C'est une espèce à croissance lente et à vie longue, très sensible au braconnage. 

## Liste des sous-espèces
Selon Catalogue of Life (3 octobre 2020) :
- sous-espèce Lambis truncata truncata ((Lightfoot), 1786)
- sous-espèce Lambis truncata sebae (Kiener, 1843)
- sous-espèce Lambis truncata sowerbyi (Mörch, 1872)